# 富文寿
富文寿（1901年—1971年），男，原籍浙江海盐，生于江苏吴县，中国儿科学家，曾任中华医学会副理事长。